# Палацовий переворот 1741 року
Переворот 25 листопада (6 грудня) 1741 року — один з палацових переворотів в Росії XVIII століття, в ході якого були повалені малолітній імператор Іван VI Антонович і його батьки, а на престол зведена дочка Петра I — 31-річна Єлизавета Петрівна. Його називають найбезкровнішим державним переворотом історія Росії.
На думку професора історичних наук Владлена Ізмозика, Єлизавета зійшла на престол внаслідок зради військових.

## Підготовка змови
Цей переворот не був ні для кого несподіванкою. Чутки про нього розходилися столицею і стали надбанням уряду. Нитки змови не поширювалися у серце вищого суспільства, і коло прихильників Єлизавети обмежувалося переважно «кавалерами» її двору. У підготовці перевороту брали участь ті, хто згодом стали опорою Єлизавети в роки її правління: лейб-медик Іоган Лесток, її фаворит Олексій Розумовський, а також брати Олександр та Петро Шувалови та Михайло Воронцов. Керівниками змови були Лесток і сама Єлизавета.
Дипломатичну та фінансову підтримку змови забезпечував французький посланник маркіз де Шетарді. Французький уряд не влаштовував те, що глава російської дипломатії Андрій Остерман твердо тримався австро-російського альянсу. Напередодні неминучої війни за австрійський спадок французи прагнули зруйнувати австро-російський союз. Крім того, давні союзні відносини зі Швецією змушували французів діяти в шведських інтересах в умовах російсько-шведської війни. Шведи ж вважали, що плутанина, породжена в Петербурзі державним переворотом, неминуче послабить позиції росіян.

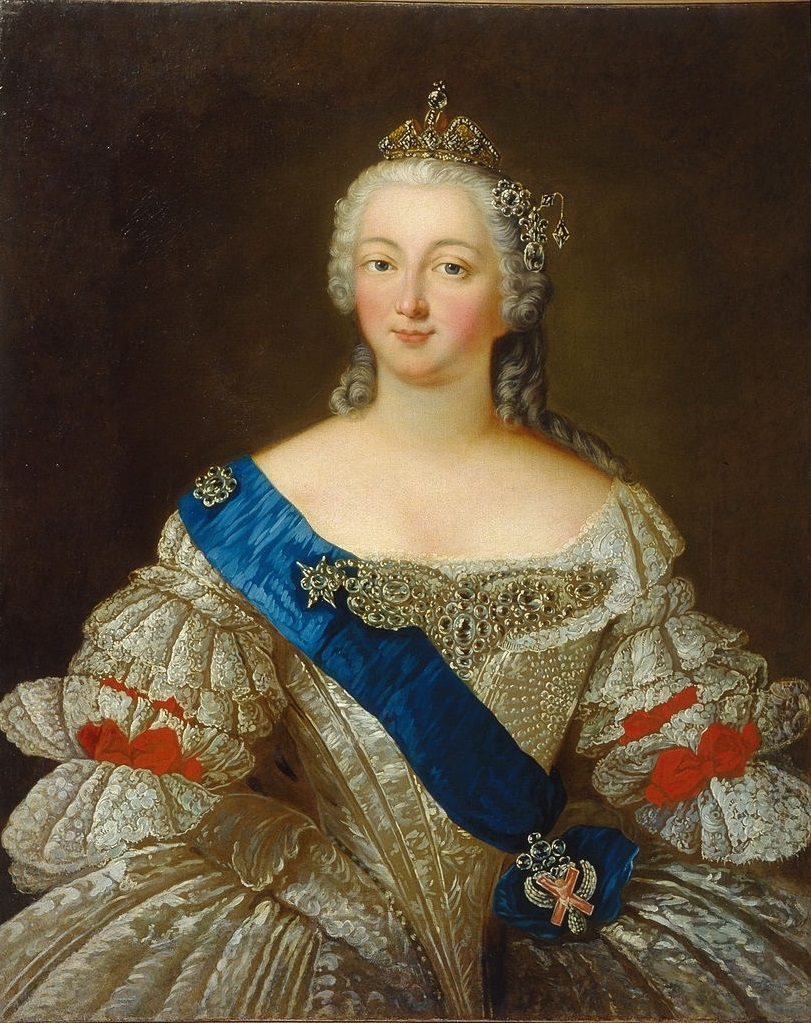
Єлизавета Петрівна

Центром руху на користь дочки Петра I стали казарми гвардійського Преображенського полку. Чимало попрацювала для завоювання симпатій гвардійців і сама цісарівна. Вона часто проводила час у казармах «без етикету та церемоній», обдаровувала гвардійців грошима та хрестила їх дітей. Солдати не називали її інакше, як «матінка». Вона своєю чергою називала їх «діти мої».
У 1737 році уряд Анни Іванівни стратив прапорщика Преображенського полку А. Барятинського за намір підняти «людей з триста друзів» заради Єлизавети. У 1740 році гвардійці, які заарештовували Бірона, судячи зі визнань Мініха, очікували, що влада перейде саме до Єлизавети. Для них дочка Петра перетворилася на символ національної державності, що протиставляється засиллям «німців».
Гвардія налаштувалась на рішучі дії. У червні 1741 року кілька гвардійців зустріли Єлизавету в Літньому саду і сказали їй: «Матінко, ми всі готові і тільки чекаємо на твої накази». У відповідь вони почули: «Розійдіться, поводьтеся смиренно: час діяти ще не настав. Я вас велю попередити».
Правительку Анну Леопольдівну, а також її міністрів неодноразово попереджали про честолюбні наміри Єлизавети. Про це доносили шпигуни, писали дипломати із різних країн. Але першого міністра Остермана найбільш стривожив лист, який прийшов із Сілезії, із Бреславля. Добре поінформований агент повідомляв, що змова Єлизавети остаточно оформилася і близька до здійснення, необхідно негайно заарештувати лейб-медика цесарівни Лестока, в руках якого зосереджені всі нитки змови.
Анна Леопольдівна не послухалася тих, хто радив затримати Лестока. На найближчому куртазі при дворі 23 листопада 1741 року, перервавши карткову гру, урядовиця встала з-за столу і запросила тітоньку до сусіднього покою. Тримаючи в руках бреславський лист, вона спробувала приструнити Єлизавету по-сімейному. Коли обидві жінки знову вийшли до гостей, вони були дуже схвильовані, що відразу відзначили присутні на куртазі дипломати. Незабаром Єлизавета поїхала додому. Як писав у своїх «Записках» генерал Христоф Манштейн, «Цісарівна чудово витримала цю розмову, вона запевняла велику княгиню, що ніколи не мала в думках зробити щось проти неї або проти її сина, що вона була занадто релігійна, щоб порушити дану їй присягу, і що всі ці звістки повідомлені її ворогами, які хотіли зробити її нещасливою…»

## У казармах преображенців

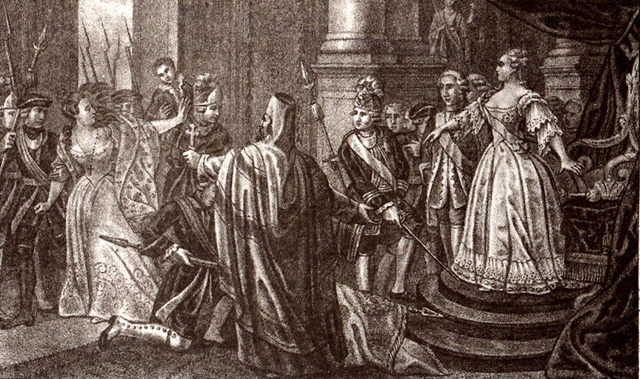
Єлизавета Петрівна та Анна Леопольдівна на гравюрі Б. Чорікова

Повернувшись додому, Єлизавета зібрала своїх прихильників на нараду, на якій було вирішено здійснити переворот увечері наступного дня. Передбачливість цього кроку підтвердилася, оскільки другого дня гвардійські полки отримали наказ виступити з Петербурга на війну зі шведами.
24 листопада 1741 року, о 23-й годині, Єлизавета отримала повідомлення, що гвардійці готові підтримати її «революцію». Лесток послав двох спостерігачів до Остермана та Мініха дізнатися, чи не забили там тривоги. Нічого підозрілого вони не помітили. Сам Лесток вирушив до Зимового палацу.
Повернувшись до Єлизавети, Лесток знайшов її у молитвах перед іконою Богоматері. Згодом було висловлено припущення, що саме в цю хвилину вона дала обітницю скасувати смертну кару у разі успіху небезпечного заходу.
У сусідній кімнаті зібралися всі її наближені: Розумовський, брати Шувалови, Михайло Воронцов, принц Гессен-Гомбурзький, його дружина Анастасія Трубецька та рідні цесарівни: Василь Салтиков (дядько Анни Іванівни), її кузени Скавронські, Єфимовські та Гендрикові.
Цесарівна одягла кавалерійську кірасу, сіла в сани і темними та засніженими вулицями столиці поїхала до казарм Преображенського полку. Там вона звернулася до своїх прихильників зі словами, які по-різному відтворюють в історичних творах: «Друзі мої! Як ви служили батькові моєму, так при теперішньому випадку і мені послужите вірністю вашою!» або: «Хлопці! Ви знаєте, чия я дочка, йдіть за мною». Гвардійці відповідали: «Матінко, ми готові, ми їх усіх уб'ємо». Єлизавета заперечила: «Якщо ви хочете робити таким чином, то я не піду з вами». Розуміючи, що ненависть її прихильників звернена проти іноземців, вона відразу оголосила, що «бере всіх цих іноземців під своє особливе заступництво». Вона взяла хрест, стала на коліна, а за нею і всі присутні, і сказала; «Клянусь померти за вас, чи ви клянетесь померти за мене?» «Клянемося!!!», — прогримів натовп.

## Арешт брауншвейзького сімейства

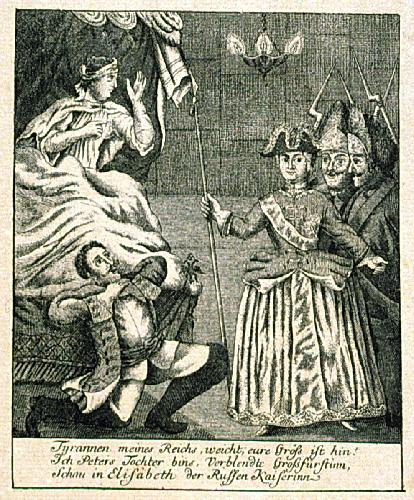
Цесарівна Єлизавета та преображенці у спальні Анни Леопольдівни. Народна гравюра середини XVIII ст.

Вийшовши з саней на Адміралтейській площі, Єлизавета у супроводі трьохсот солдатів попрямувала до Зимового палацу. Солдати нервували, поспішали, цесарівна насилу йшла снігом. Тоді гренадери підхопили її на свої широкі плечі та внесли до Зимового палацу. Всі входи і виходи тут же були перекриті, варти відразу перейшли на бік бунтівників. Гренадери попрямували до імператорських апартаментів на другому поверсі. Солдати розбудили та заарештували Анну Леопольдівну та її чоловіка Антона Ульріха.
Шетарді у своєму донесенні до Франції зазначав: «Знайшовши велику княгиню правительку в ліжку і фрейліну Менгден, що лежала біля неї, принцеса [Єлизавета] оголосила першій про арешт. Велика княгиня одразу підкорилася її наказам і стала заклинати її не завдавати насильства ні їй із сімейством, ні фрейліні Менгден, яку вона дуже хотіла зберегти при собі. Нова імператриця обіцяла їй це». Мініх, якого приблизно в ті ж хвилини неввічливо розбудили і навіть побили бунтівники, писав, що, увірвавшись до спальні правительки, Єлизавета вимовила банальну фразу: «Сестрице, настав час вставати!» Окрім цих версій, є й інші. Автори їх вважають, що, зайнявши палац, Єлизавета послала Лєстока та Воронцова із солдатами на «штурм» спальні урядовиці, а сама при арешті племінниці не була присутня.
Анна Леопольдівна з Антоном Ульріхом спустилися з апартаментів на вулицю, сіли у приготовлені для них сани та дозволили відвезти себе із Зимового палацу. Однак не все пройшло гладко при «арешті» однорічного імператора. Солдатам було дано суворий наказ не піднімати шуму і взяти дитину тільки тоді, коли вона прокинеться. Близько години вони мовчки простояли біля колиски, поки хлопчик не розплющив очі і не закричав від страху, побачивши гренадерів. Крім того, в метушні зборів у спальні впустили на підлогу чотиримісячну сестру імператора, принцесу Катерину Антонівну. Як з'ясувалося, від цього удару вона оглухла.
Імператора Івана Антоновича принесли Єлизаветі, і вона, взявши його на руки, нібито промовила: «Малюче, ти ні в чому не винен!» Що робити з немовлям та його сім'єю, ніхто до ладу не знав. Так із дитиною на руках Єлизавета поїхала до свого палацу. Повернувшись додому, вона направила в усі кінці міста гренадерів, насамперед — до місць розташування військ, звідки вони привезли новій государі полкові прапори. За всіма вельможами послали кур'єрів із наказом негайно з'явитися до палацу.

## Маніфест про вступ на престол

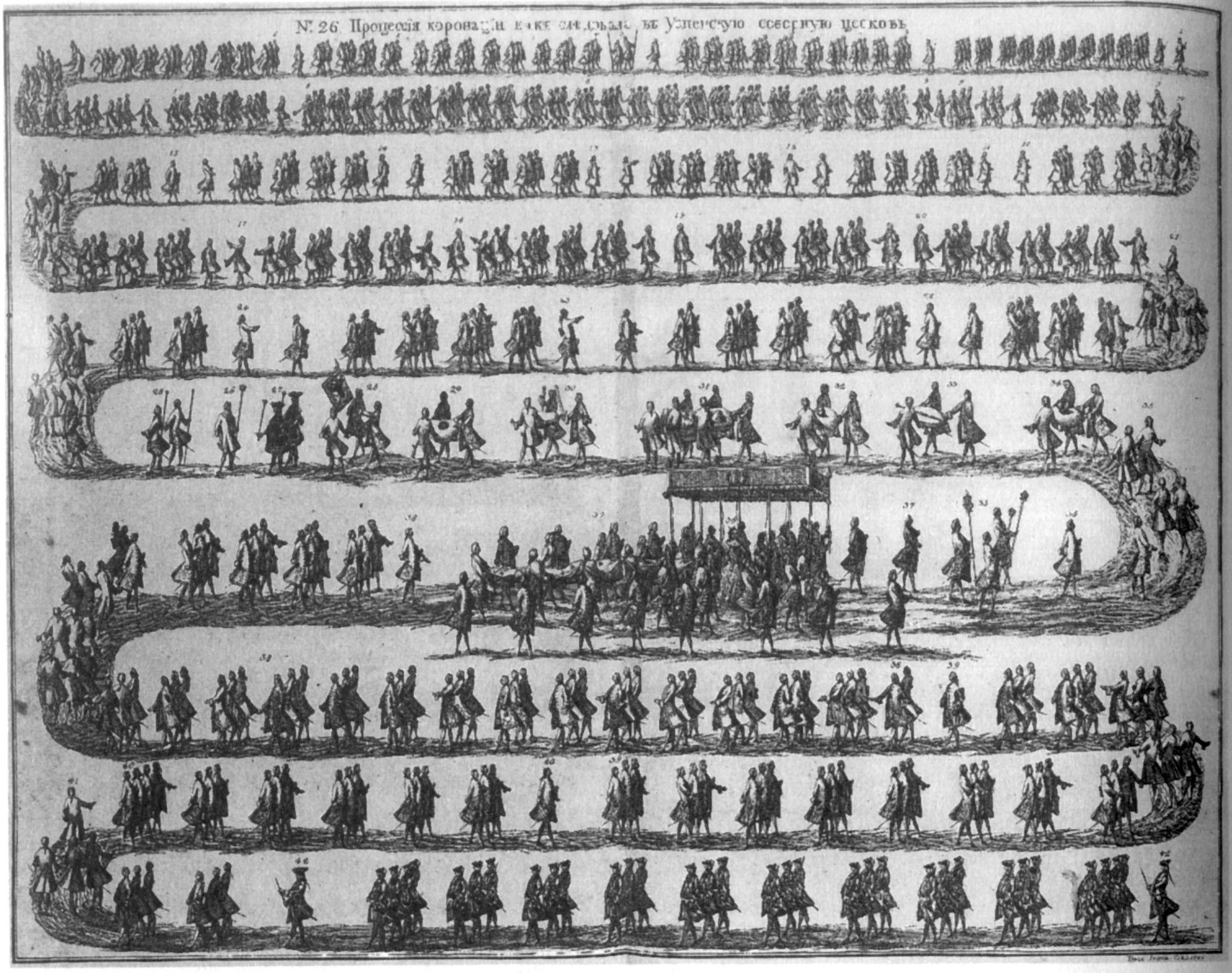
Коронаційна процесія

На ранок 25 листопада 1741 року були готові форма присяги і маніфест, в якому проголошувалося, що Єлизавета I Петрівна вступила на престол «за законним правом, близькістю крові до самодержавних… батьків». Над цими документами попрацювали призначений канцлером князь Олексій Черкаський, секретар Карл Бреверн та новий глава російської дипломатії Олексій Бестужев-Рюмін.
Викликані та вишикувані біля Зимового палацу полки склали присягу. Солдати прикладалися спочатку до Євангелія та хреста, потім підходили до святкової чарки. Під вітальні крики «Віват», залпи салютів з бастіонів Адміралтейської та Петропавлівської фортець Єлизавета урочисто і поважно пройшли у свою резиденцію.
28 листопада було видано другий маніфест, у якому право дочки Петра I на російську корону підкріплювалося посиланням на заповіт Катерини I. Іван Антонович був оголошений незаконним государем, який не мав «ніякої вже до всеросійського престола належної претензії, лінії та права». Монети з його зображенням були вилучені з обігу, а безліч аркушів із присягою на вірність йому публічно спалені на площах «при барабанному бою».
Для особистої охорони імператриці на випадок спроб перехопити у неї кермо верховного правління в грудні 1741 року було засновано спеціальну лейб-компанію. Найбільш могутні люди попереднього правління — Мініх, Левенвольде і Остерман — були засуджені до страти, заміненої засланням на Сибір — щоб показати Європі терпимість нової самодержиці. Брауншвейзька родина була вислана до Європи, але дорогою затримана в Ризі до остаточного вирішення їхньої долі.